# Arosa (Zwitserland)

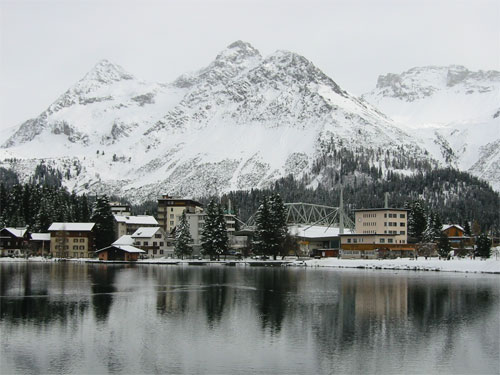

Arosa is een gemeente in het kanton Graubünden in Zwitserland. Het is een ski- en vakantieoord ten oosten van Chur, dat voornamelijk leeft van het toerisme.

## Geografie
Arosa ligt aan het eind van het Schanfiggdal op een hoogte van 1742 tot 1775 m. Het dorp ligt aan de Obersee, een klein meer aan de voet van de Weisshorn. De hoogte van het skigebied varieert van 1800 meter bij het dalstation in het dorp tot 2653 meter op de Weisshorn.

## Geschiedenis
De eerste bekende nederzettingen bestonden in de 13e eeuw. Na 1300 vestigden Duits sprekende Walsers zich in het dal en verdreven de oorspronkelijke, Retoromaans sprekende bevolking. In de daarop volgende eeuwen leefde de bevolking van Arosa voornamelijk van de landbouw en weideteelt in het alpine landschap.
Doordat er geen directe verbinding bestond door het smalle dal naar Chur, was Arosa voornamelijk georiënteerd op Davos, waartoe het ook bestuurlijk behoorde. De bevolking bedroeg in 1851 nog slechts 51 inwoners. Dit veranderde echter drastisch toen Arosa werd ontdekt als Kurort door de Duitse arts Dr. Otto Herwig. In 1888 werd er een eerste sanatorium geopend en vanaf 1900 zorgde de wintersport voor een tweede opleving. In 1914 kwam er een treinverbinding met Chur. In 1938 werd de eerste skilift in bedrijf genomen en in 1956 kwam er een kabelbaan naar de Weisshorn. Sinds begin 2014 vormt het skigebied van Arosa één geheel met dat van Lenzerheide.
Op 1 januari 2013 werd de gemeente uitgebreid met Calfreisen, Castiel, Langwies, Lüen, Molinis, Peist en St. Peter-Pagig. Die laatste gemeente was op 1 januari 2008 gevormd door de fusie van de gemeenten Pagig en Sankt Peter.

## Overleden
- Carl Rüedi (1848-1901), Zwitsers longarts